# Орто-Балаган
Орто-Балаган (якут. Орто Балаҕан) — село в Оймяконском улусе Республики Саха (Якутия) России. Административный центр Сордоннохского наслега.

## География
Село находится в восточной части Якутии, в пределах Оймяконской впадины, в левобережной части долины реки Индигирки, на расстоянии примерно 160 километров (по прямой) к юго-юго-востоку (SSE) от посёлка городского типа Усть-Нера, административного центра улуса. Абсолютная высота — 785 метров над уровнем моря.
Климат
Климат характеризуется как резко континентальный, с продолжительной и чрезвычайно холодной зимой. Средняя температура воздуха самого тёплого месяца (июля) составляет 8 — 19 °C; самого холодного (января) — −41 — −51 °C. Среднегодовое количество атмосферных осадков составляет 150—200 мм.
Часовой пояс
Село Орто-Балаган находится в часовой зоне МСК+7. Смещение применяемого времени относительно UTC составляет +10:00.
Расстояние от Усть-Неры по автодороге 450 км, до Оймякона 91, до аэропорта Тотмор 52 км и 206 км от Р504 Колымы .

## Население
| 2002 | 2010 | 2021 |
| ---- | ---- | ---- |
| 341  | ↘330 | ↗414 |

Половой состав
По данным Всероссийской переписи населения 2010 года в гендерной структуре населения мужчины составляли 52,7 %, женщины — соответственно 47,3 %.
Национальный состав
Согласно результатам переписи 2002 года, в национальной структуре населения якуты составляли 77 % из 341 чел.

## Улицы
Уличная сеть села состоит из одиннадцати улиц и одного переулка.